# خرگوش بی‌دم جنگلی
خرگوش بی‌دم جنگلی (نام علمی: Ochotona forresti) نام یک گونه از سرده خرگوش بی‌دم است.